# Pietro De Maria
Pietro De Maria (Venezia, 1967) è un pianista italiano.
Ha studiato con Gino Gorini a Venezia e con Maria Tipo al conservatorio di Ginevra. Nel 1990 riceve il premio della critica al Concorso internazionale Čajkovskij di Mosca; successivamente vince i concorsi Dino Ciani (1990) e Géza Anda (1994). Nel 1997 gli è stato assegnato il Premio Mendelssohn ad Amburgo. Svolge un'intensa attività concertistica, ospite nei maggiori centri europei e americani.
Nella sua intensa attività concertistica ha suonato con alcune tra le più importanti orchestre del mondo dirette tra gli altri da Roberto Abbado, Gary Bertini, Chung Myung-whun, Vladimir Fedoseev, Daniele Gatti, Eliahu Inbal, Marek Janowski, Ton Koopman, Peter Maag, Gianandrea Noseda, Corrado Rovaris, Yutaka Sado, Sándor Végh.
Grande importanza ha dato anche alla musica da camera, collaborando ad esempio con Enrico Dindo, Massimo Quarta, il Quartetto di Venezia, il Quartetto Fonè.
Pietro De Maria è Accademico di Santa Cecilia, e insegna al Mozarteum di Salisburgo.

## Discografia
Ha inciso le tre sonate op. 40 di Muzio Clementi per la Naxos Records e l'integrale delle opere di Ludwig van Beethoven per violoncello e pianoforte con Enrico Dindo per la Decca Records. È il primo pianista italiano ad aver eseguito pubblicamente l'integrale della produzione pianistica di Fryderyk Chopin in sei concerti, registrata per la Decca, a partire dal marzo 2007.
Dal 2012 è impegnato in un progetto bachiano con l'esecuzione e la registrazione dei due libri del Clavicembalo ben temperato e delle Variazioni Goldberg.
- Bach, Clav. ben temperato (compl.) - De Maria, 2014 Decca
- Bach, Var. Goldberg - De Maria, 2017 Decca
- Beethoven: Complete Works for Cello and Piano - Enrico Dindo/Pietro De Maria, 2005 Decca
- Chopin: Preludes - Pietro De Maria, 2008 Decca
- Chopin: Sonate No. 1-3 - Pietro De Maria, 2008 Decca
- Chopin: Ballades, Impromptus - Pietro De Maria, 2007 Decca
- Chopin, Mazurche/Fantasia/Berceuse/Bolero/Rondeaux/Barcarola - De Maria, 2011 Decca
- Chopin, Opere complete per pianoforte - De Maria, 2006/2011 Decca
- Chopin, Studi n. 1-24 - De Maria, 2006 Decca
- Clementi: Piano Sonatas, Op. 40 - Pietro De Maria, 1999 Naxos
- Fano, Piano Sonata in E, Quattro Fantasie, 2013 Brilliant Classics

## Suoi allievi
- Alessandro Marangoni